# Jaime Thorne
Jaime Thorne León, né le 11 septembre 1943 à Lima (Pérou) et mort dans la même ville le 5 avril 2018, est un avocat et homme politique péruvien qui fut ministre de la Défense dans le deuxième gouvernement du président Alan García.

## Biographie
Jaime Thorne León est le fils du banquier Rollin Thorne Sologuren, directeur de la banque Banco Italiano de Lima, et de épouse, née María Josefina Teresa León y Bueno, fille de José Matías León y Carrera, ancien ministre de la Justice, de l'Instruction et du Culte. Sa sœur Ana Teresa est l'épouse de l'ancien ministre des Affaires étrangères Fernando de Trazegnies. Il est aussi l'oncle de l'ancien archevêque de Lima, le cardinal Juan Luis Cipriani Thorne, et l'oncle de l'ancien ministre de l'Économie et des Finances, Alfredo Thorne Vetter.

### Carrière
Il poursuit ses études au collège Santa María de Lima, puis effectue ses études de Droit à l'université pontificale catholique du Pérou et à l'université nationale de Trujillo. Il fait aussi un cycle postgrade en comptabilité financière à l'université ESAN.
Il est arbitre au centre d'arbitrage national et international de la chambre de commerce de Lima et secrétaire au jury national des élections, puis il devient professeur de Droit civil à l'université de Lima. Il est cofondateur du cabinet d'avocats Thorne, Echeandía & Lema. Il travaille comme président de l'Institut national de la compétence et de la protection de la propriété intellectuelle, entre 2006 et 2010. Il exerce la charge de ministre de la Défense entre 2010 et 2011, succédant à Rafael Rey. Il négocie un accord de coopération de technologie militaire avec la Chine. Daniel Mora lui succède.